# اوباتا ماساموری
اوباتا ماساموری (به ژاپنی: 小幡昌盛 Obata Masamori)؛ (۱۵۳۴ – ۱۵۸۲) یک سامورایی در دوره سنگوکو و یکی از ۲۴ ژنرال تاکدا شینگن بود.